# Antonio José Amar y Borbón
Antonio José Amar y Borbón Arguedas (Zaragoza, marzo de 1742-Ibidem, 1818), fue un militar español, virrey de Nueva Granada entre 1802 y 1810 y presidente de la Real Audiencia de Santafé. Originalmente al mando de la junta de gobierno formada tras el cabildo abierto del 20 de julio de 1810, fue
depuesto y exiliado por los integrantes criollos de la junta, quiénes consolidarían el proceso de independencia del Nuevo Reino de Granada.
Su administración se divide en dos fases, delimitadas por la coyuntura revolucionaria que afectó a España y a sus dominios como consecuencia de la invasión napoleónica a la península en 1808. Durante la primera fase, que va de 1803 a 1808, entre otras acciones de gobierno, dio continuidad a la Real Expedición Botánica, introdujo en el virreinato la vacuna para la viruela y emprendió la reconstrucción de la Catedral Metropolitana de Santafé. En la segunda fase, que se prolongó hasta el 20 de julio de 1810, el virrey tuvo que afrontar el proceso de desestabilización y fractura del poder hispano en los dominios americanos.
Aunque en los dominios, y particularmente en Santafé, hubo consenso respecto a la fidelidad a Fernando VII, el vacío de poder que siguió a la crisis de la monarquía debilitó a las autoridades virreinales y fortaleció social y políticamente a la oligarquía criolla. Unos y otros desconfiaban de posibles reacciones de apoyo en favor de los franceses. El virrey no accedió al deseo de los criollos de organizar fuerzas militares para la defensa de un eventual ataque francés, lo que, sumado a otras circunstancias, hizo que se le acusara de "afrancesado". En agosto de 1809 tuvo que hacer frente a la instalación de la Primera Junta de Gobierno Autónoma de Quito, cuyos dirigentes fueron ejecutados.
Tras las revueltas del 20 de julio de 1810 en Santafé, Amar es depuesto de su cargo como virrey y nombrado presidente de la Junta de Gobierno, pero el 26 del mismo, debido a un falso rumor que lo acusaba de querer emprender un contragolpe, y pese a que la Junta demostró que el rumor era falso, fue hecho prisionero junto con su esposa, doña Francisca Villanova, con el fin de contener al pueblo. El 15 de agosto de ese año es conducido a Cartagena de Indias para ser posteriormente exiliado a España, desde donde reclamará una pensión al gobierno. La fecha de su muerte es incierta.

## Origen
Hijo de José Amar y Arguedas, médico de Fernando VI y de Carlos III, y de María Ignacia Borbón y Vallejo, fue bautizado como Antonio Joseph Theodoro Miguel Benito Cristóbal Amar y Borbón en Zaragoza, el 24 de marzo de 1742. Su abuelo, Miguel de Borbón y Berné también había sido médico de Fernando VI. Su hermana, Josefa Amar y Borbón, fue una afamada ilustrada y feminista aragonesa.

## Carrera militar
En 1762, a la edad de veinte años, ingresó como cadete en el Regimiento de caballería de Farnesio, donde obtuvo diversos rangos hasta alcanzar el de brigadier, al cabo de más de 31 años de servicio. En 1770 fue nombrado caballero de la Orden de Santiago. Participó en el sitio de Gibraltar, en 1779, y en la guerra contra la Francia revolucionaria en 1792 (Primera Coalición), donde se destacó al cubrir la retaguardia de las tropas españolas hasta Tolosa, en la frontera de Guipúzcoa, en 1794. En 1802, siendo mariscal de campo, fue hecho teniente general de los Reales Ejércitos. En ese mismo año, mientras ejercía la comandancia de Guipúzcoa, fue nombrado, mediante Real Decreto del 26 de julio, como virrey, gobernador y capitán general del Virreinato de Nueva Granada, además de presidente de la Real Audiencia de Santafé. 
Antes de partir, Amar y su esposa se dirigieron al papa Pío VII implorando «... su permanente y apostólica bendición, para prometernos el éxito más conforme al servicio del Todopoderoso y contraer más méritos para que V. S. S. nos distinga, así como en los bienes espirituales, en los ejercicios que hubieren de ser mayor exaltación de la Santa Sede...».
El rey Carlos IV, en las Instrucciones al virrey Amar y Borbón, le dice: «... Reconoceréis muy atenta y particularmente lo que está dispuesto, y ordenado», y luego le advierte de la siguiente manera:

... Como quiera que se debe esperar, y yo confío de los Españoles residentes en aquellas partes, que conforme a la obligación de buenos, y leales vasallos, y nobleza de nación acuden siempre con la obediencia que deben a las cosas de mi servicio, pero si (lo que no espero, ni Dios permita) sucediese que algunos inquietaren la tierra, o causasen alteración, o escándalo, en tal caso procurareis reducirlo de manera que atajéis y excuséis con prudente prevención los inconvenientes que podrían resultar de semejantes movimientos, y desasosiego, y no pudiéndolo atajar con los dichos suaves, y buenos medios, usaréis de los que os parecieren más convenientes para que la tierra esté quieta, y sosegada, y los causadores de semejantes escándalos queden castigados con las penas que merecieren sus delitos.

## Gobierno
Los cinco primeros años del gobierno de Amar y Borbón fueron de una relativa calma. A partir de 1808, con la invasión napoleónica a España, el poder virreinal se debilitaría hasta colapsar definitivamente en 1810.
1803:
Al llegar Amar a la población de Honda, envió a Santafé a su sobrino, don Manuel Jiménez, en calidad de embajador, para avisar a Pedro Mendinueta, virrey al que sucedería en el cargo, y para poner en manos del Regente de la Audiencia el título que lo acreditaba como presidente de dicho Tribunal. El 16 septiembre llegó a Santafé la comitiva del nuevo virrey y su esposa. Como era tradición, se les brindó un recibimiento fastuoso, según refiere don José María Caballero en una crónica publicada en la obra Particularidades de Santa Fe:

A 16 de septiembre, a las cinco y media de la tarde entró el Señor Virrey D. Antonio Amar y Borbón y su esposa Doña Francisca Villanova; le hicieron el recibimiento el señor Sanmiguel y don Juan Gómez, alcalde de este año, el uno en Facatativá y el otro en Fontibón, donde se hizo una ramada que no se ha visto otra semejante en recibimiento de Virreyes. La casa estaba de primor alhajada y abastecida; se gastaron más de $ 5.000 en solo la comida y refresco. Soy testigo, porque ayudé a servir la mesa. No hubo Virrey a quien se le hicieren más obsequios de grandeza y aparato que a éste. El día 22 se fue el Virrey Don Pedro Mendinueta para España, a las siete y media de la mañana.

En Facatativá se encontró Amar con los comisionados de los Tribunales, y se alojó en una posada que el alcalde de Santafé le había hecho preparar. Al siguiente día este cabalgó al estribo del coche virreinal. En la puerta de la iglesia de Fontibón lo aguardaban los Tribunales Reales. Con ellos ingresó al templo, donde fue cantado un Te Deum. Luego recibió a los altos empleados eclesiásticos, y por último, fue servido un almuerzo. El virrey tomó el carruaje acompañado de dos oidores. La virreina subió a otro coche, con sus damas de compañía. En Puente Aranda se saludaron los dos virreyes, el entrante y el saliente, y sus respectivas esposas, y juntos se dirigieron al Palacio virreinal.
En noviembre se celebraron festejos públicos en honor de los virreyes. El Ayuntamiento organizó unas cuadrillas para «celebrar el ingreso de tan digno Jefe al Reino.» La invitación la firmaban don José Ignacio París y don Pedro de la Lastra. Los comerciantes de la ciudad fueron incitados a contribuir al pago de estas fiestas. El 6 de noviembre se dio la primera comedia en honor de los virreyes, en el Coliseo de Ramírez, y se escogió la pieza intitulada La Misantropía. El oidor don José Antonio Portocarrero hizo un recibimiento, por su parte, a Amar y a su esposa. Para esa ocasión, el presbítero bogotano Juan Manuel García Tejada compuso una loa titulada El Canto al Fucha.
La costumbre era que el virrey hiciese su entrada pública algún tiempo después de estar en ejercicio del Gobierno. «A 9 de diciembre —dice José María Caballero— se hizo el recibimiento público del señor Amar, en San Diego, con todas las ceremonias de respeto y alegría.» Don José María Salazar, colegial de San Bartolomé, escribió, para la ocasión, un poema titulado El placer público de Santafé, impreso al año siguiente, en el que dice:
Muchos arcos triunfales se presentan
colocados por orden sucesivo
con los nombres de Amar y Villanueva
en bellas inscripciones esculpidos.
Déjanse ver los Cuerpos militares,
y en hermosos caballos conducidos,
aparecen los otros, ostentando
sus peculiares trajes y atavíos.
Y más adelante:
Salve, y gózate en paz en el destino
ilustre Amar, de tu dichosa suerte:
recibe los respetos con que fino
a tus virtudes, a tu brazo fuerte,
a tu talento grande, y peregrino
se le rinde este obsequio, pues se advierte
que la trompa sonora de la Fama
por Padre de la Patria te proclama.
El nuevo virrey llegó a Santafé poco antes de la llamada Expedición de la vacuna. En noviembre de ese año, partió de la La Coruña la Expedición para llevar la vacuna de la viruela a los dominios de América. El virrey recibió en Santafé a don Francisco Javier Balmis, director de la Expedición, y al doctor José Salvani, su ayudante. Luego que 50.000 súbditos fueron vacunados, Amar ordenó que se celebrase una misa solemne en la iglesia de San Carlos, que servía de Catedral, por estar en ruina la Metropolitana desde el terremoto de 1785. Ocupó el púlpito el célebre canónigo Andrés Rosillo y Meruelo, quien en 1809 encabezaría una conspiración en contra del virrey. En esta ocasión el Gobierno de Santafé consagró todas estas ovaciones a don Manuel Godoy, llamado en ese momento el Príncipe de la Paz, pero que años más tarde sería ampliamente odiado. Expidió el virrey un reglamento con el objeto de que se conservara la vacuna, e hizo conocer el beneficio de este descubrimiento científico en todo el virreinato, por medio de bandos.
El plan de gobierno del virrey Amar y Borbón, a su llegada, era el siguiente:
- Otorgar el permiso para establecer comercio con otros dominios europeos.

- Imponer el 10% en beneficio de la Real Hacienda sobre la exportación de productos silvestres.

- Prohibir la importación de harinas, ron, tabacos, «de que puedan abundar estos distritos».

- Alzar el precio de la plata y remitirla a España en barras «por no saberse ni haber materiales con qué hacerse aplicaciones en estos dominios».

- Solicitar a España que se trajeran técnicos en el trabajo del cobre para la construcción de armas de artillería, y oficiales expertos en el trabajo de telares.

- Proponer un sistema de educación popular, entendida como capacitación técnica, y abrir factorías en Cartagena de Indias y Santa Marta surtidas de instrumentos de herrería, carpintería y labranza.

1804:
El 20 de febrero de 1804 murió el arzobispo Portillo y Torres, por lo que fueron suspendidos los preparativos para unas fiestas Reales que el virrey preparaba. Los tablados que se habían levantado en la plaza sirvieron para que este viera el cortejo fúnebre, el día 22. Al finalizar enero, se reanudaron las festividades públicas en honor al virrey. Hubo toros de rejón, iluminación pública, fuegos artificiales y música. En los primeros días del mes siguiente tuvieron lugar en el Coliseo los primeros bailes de máscaras, de carácter público, «y bailaron los señores Virreyes. Era cosa digna de ver la diversidad de figuras tan extrañas que sacaron, que parecía otro mundo u otro país. Estos bailes duraron cuatro noches, dirigidos por el Oidor Alba».
El virrey pidió a España ese año, de manera especial, la asignación de un capellán Real para atender el oratorio privado, que además carecía de los objetos necesarios para el culto. También se propuso construir una calzada que uniera a Santa Fe con Zipaquirá, y así maximizar los beneficios del comercio. Sin embargo, debido a que los crecientes desórdenes revolucionarios exigirían cada vez más presupuesto, la calzada sólo alcanzó a llegar hasta Chapinero, y el proyecto fue archivado.
También, en ese año, escribió un Informe sobre la Provincia de los Llanos, en el que decía:

En extensión es muy grande; prodigiosa la fertilidad del País, abundantísima la cría de ganados (...) además de sus producciones como lo son las maderas resinosas, bálsamos y otras muchas, se cosechan allí el maíz, arroz, algodón, cacao, tabaco y otros varios frutos apreciables que, unidos a los ganados, serían un manantial inagotable de riqueza para la provincia si se fomentan su agricultura y población.

El Rey le escribió comunicándole su preocupación sobre el aumento del contrabando inglés de productos agrarios a más bajos costos. Esta situación hacía imposible la competencia, especialmente de harina de trigo, destinada para el consumo local. En el comunicado se le ordenaba al virrey Amar frenar este comercio ilícito, animando a los labradores a que aumentasen las sementeras, especialmente en la región de Cartagena, estimulando la producción no sólo de harina, sino de los demás víveres necesarios, liberándolos de aranceles y moderando los impuestos para asegurar el comercio interno. Le previene sobre la utilización del río Magdalena y le pide información sobre la producción del cacao, el añil, el tabaco y el algodón. Para lograr este objetivo, el virrey solicita ese mismo año al Consejo de España que por cuenta de la Real Hacienda se utilicen los buques-correo para conducir a España los productos del virreinato.
1805:
A principios de 1805 el virrey Amar informa sobre cuatro libranzas reales pedidas por la Corona, que ordenaba el pago en total de 504.394 pesos fuertes, suma de la que no disponía la Real Hacienda. En junio del mismo año, recibe una nueva orden para pagar 44.000 pesos; en agosto, otro expediente ordenó 200.000 pesos para la solvencia de los créditos que la Corona había pedido a Holanda. El virrey, preocupado por la falta de solvencia del virreinato, acude a las cajas de Cartagena, Pamplona, Popayán y otras plazas del interior. En noviembre de ese año se dirige a la Real Hacienda de Popayán en estos términos:

Verificados todos los enteros que deben hacerse en esas cajas por fin del presente año, incluso el de los sobrantes de la Real Casa de Moneda, dispondrán V. Mds. la remesa a esta capital de todo el caudal que resulte existente en esa tesorería con la mayor brevedad y recaudando todo cuanto sea posible, pues las atenciones del erario en las plazas de la costa son muy urgentes y de consideración.

Ese año el virrey se quejaba de una sordera que con el tiempo se agravaba, como comunicó a don Miguel Cayetano Soler, secretario de la Real Hacienda, en una carta confidencial de agosto de ese año:

... Por dar muestra de no haber echado en olvido el cuidado de hacer adelantamientos que de voz propia me expresó V. E. a mi despedida de Europa, mientras la falta de salud, y aun de oídos, que por más de un año me ha agravado; ni por el cúmulo de negocios corrientes y de guerra que ha ocurrido expondré sucintamente en bosquejo lo que me presentan estos vastos dominios de nuestro Augusto Monarca, por no darme lugar a mayor precisión ni certidumbre.

EL 16 de junio se sintió un fuerte terremoto en Santafé, que no causó daños graves, ni aun en la antigua Catedral, edificio que habían abandonado los canónigos tres meses antes, temiendo se desplomara, pues aún no había sido reparada de los daños que causó el terremoto de 1785. El Coro Metropolitano se trasladó, por orden del virrey, a San Carlos, iglesia que había permanecido cerrada desde la expulsión de los jesuitas, en 1767, y que se había reparado bajo la dirección del Canónigo don Fernando Caicedo y Flórez. En la ciudad de Honda, principal puerto fluvial del virreinato, los estragos fueron notables. El virrey Amar emprendió la reconstrucción de la Catedral Metropolitana.
En marzo, escribe al gobernador de Popayán indicándole las órdenes impartidas al Consulado de Cartagena por la ruptura de la neutralidad entre las cortes de España e Inglaterra:

... y para que mi anhelo en la defensa de estos dominios de tierra firme de nuestro augusto soberano, se combine con su posible prosperidad, recomiendo a V. S. que por el medio de sus diputaciones consulares se estimule el cuidadoso cultivo y recolección de los frutos que se cosechen en sus distritos, se economice su conservación y consumos, y aún se procuren acopios, tanto de reses, como legumbres que puedan transportarse de unos pueblos a otros para su recíproco auxilio, y mayormente a los pueblos de la costa del Norte (...) Es muy conveniente, así mismo, el estímulo de tejidos y artefactos a que se pueda extender la aplicación de estos naturales, que recomiendo a V. S. por esencial al beneficio y subsistencia pública, y en que se hace muy útil servicio y desahogo a los desvelos encargados a V.S.

Ese año se crearon los destinos de Síndico y Mayordomo del Hospital San Juan de Dios. Las salas de enfermos estaban al cuidado de los frailes, quienes atendían personalmente a los pacientes. En la enfermería de mujeres actuaban una señora y sirvientas debidamente remuneradas. Tal fue el estado del Hospital hasta cuando estalló la revolución de 1810.
A fines de año, llegó a Santafé Francisco José de Caldas, llamado El Sabio. El doctor Mutis le confió la dirección del Observatorio de Santafé, que fue el primer observatorio astronómico construido en América emulando el Real Observatorio Astronómico de Madrid que había erigido el marino y científico Jorge Juan.
1806:
Desde octubre de 1800 el Papa Pío VII había renovado los derechos que los monarcas españoles tenían sobre las rentas eclesiásticas. En 1806 el virrey ordena imprimir la cédula de 1804, que exigía un nuevo noveno de diezmos, junto con la enajenación de fincas de obras pías, lo que fue comunicado a todos los obispados para su cumplimiento, en ayuda de los gastos de defensa de España.
El último domingo de noviembre de ese año, la guarnición militar de la capital ejecutó un simulacro de guerra, escogiendo por campo las colinas que se levantan al oriente de la iglesia de San Diego, lugar inhabitado en aquella época. El ingeniero coronel Vicente Talledo y el teniente coronel don José María Moledo, a la cabeza de los Batallones Auxiliar y Artillería, dirigieron, el uno contra el otro, la simulada acción de armas. La familia virreinal presenció el espectáculo desde una tarima adornada con coronas de laurel; y los demás funcionarios públicos, bajo grandes toldas de campaña.
1807:
En 1807 el fraile Comisario Lorenzo Amaya solicitó del virrey el acrecimiento de rentas para aumentar el número de las camas del Hospital San Juan de Dios hasta trescientas, que apenas fueron suficientes para atender a civiles y militares. En carta dirigida al virrey, el Padre Amaya decía:

He aquí, Excelentísimo señor, el origen de las muchas muertes que todos los días tenemos: el febricitante, el hidrópico, el tísico, todos viven estrechamente reunidos. Los hálitos y la evaporación de los cuerpos engendran una atmósfera emponzoñada, que lleva al sepulcro aun a los más robustos. Este es también el origen de muchas enfermedades desconocidas a los médicos; a más de los efectos que causan naturalmente tales circunstancias, se observan otras mucho más peligrosas. El enfermo no logra su restablecimiento si no aquieta la imaginación. Las ideas del espíritu producen la mayor enfermedad, y si éste se halla sobresaltado, es imposible la curación. Tal es el estado en que todos los días encontramos a los pobres de nuestro hospital. En esta cama se corta actualmente un brazo a un hombre, en la otra se aplica una sangría, en aquella se pone el Santo Óleo al moribundo, y de esa otra se saca un cadáver para darle sepultura. Esta reunión de imágenes tristes abate los corazones, y al fin sirve de un torcedor que no les permite alivio.

En diciembre, Francisco José de Caldas se quejaba ante su amigo don Santiago Arroyo, de que el virrey le había querido arrancar sus trabajos de geografía, para entregarlos a don Vicente Talledo, en cuyas luces geográficas no creía el Sabio Caldas, y así se lo comunicaba, en tono sarcástico, a don Santiago:

Pero para que usted se admire más del buen sentido de este Virrey, sepa que uno de los geógrafos encargados es Canto (don Francisco Javier). ¿Qué podemos esperar de esta mano?

1808:
En la noche del 2 de agosto de 1808 llegó a Santafé don Juan José Pando y Sanllorente, enviado de la Junta de Sevilla, con el objeto de asegurar la fidelidad del virreinato a Fernando VII, mediante jura pública y solemne. El 5 de septiembre, con todas las autoridades de gobierno reunidas, el virrey procedió a jurar al rey Fernando VII y declararle la guerra a Francia. Además, se comprometió a enviar altas contribuciones económicas a España para ayudar a financiar la guerra. En total, el virreinato de Nueva Granada envió a España una contribución de más de medio millón de pesos, lo que le valió al virrey el nombramiento de caballero gran cruz de la Orden de Carlos III, que le fue otorgado por la Junta Suprema.
A finales de 1809 el virrey escribió un informe a la Suprema Junta de Sevilla en el que decía:

Durante el curso de los primeros cinco años del exercicio de mi autoridad fue constante la paz y el orden recíproco establecido en estos reales dominios que me fueron confiados; y por eso no perentorio el arbitrio de perdonar crímenes o exceptuar de indultos conforme a la real voluntad que faculta al Virrey en los casos de guerra y alteración. El que pudo haber dado causa fue el amenazado de invasión por el faccioso Francisco Miranda...

### La revolución de Quito de 1809
Hacia agosto de 1809, una parte de la nobleza local de Quito, el grupo de intelectuales criollos, el clero y la guarnición acantonada en la provincia eran partidarios de la revolución. El 9 de agosto fue creada una Junta encabezada por don Juan Pío Montúfar, marqués de Selva Alegre como presidente. El 10 de agosto le fue comunicado al presidente de la Real Audiencia, don Manuel Ruiz Urriés de Castilla, conde de Ruiz de Castilla, y demás autoridades, que sus funciones habían cesado. El 16 de agosto, en cabildo abierto, fue aprobada la constitución de la Junta Suprema. De inmediato se propusieron extender la influencia revolucionaria a Cuenca, Guayaquil y Popayán, ciudades que eran fieles al gobierno español. Guayaquil pidió auxilio a los virreyes de Nueva Granada y del Perú.
El 19 de febrero de 1810, la Real Audiencia informó al Consejo de Indias sobre la manera en que se conoció en Santa Fe la noticia de la revolución de Quito:

El administrador de correos de aquella capital entregó al Virrey en 1 de septiembre del año pasado (1809), dos Pliegos del Presidente de la Junta insurreccional de Quito Marqués de Selva Alegre, uno para el mismo Virrey y otro para el Ayuntamiento. En presencia de los ministros de la audiencia abrió el virrey el suyo, que se dirigía a darle cuenta de lo ocurrido en Quito, y a aconsejarle no tomara medidas, que produjesen desavenencias y desgracias; pero lejos de condescender, al momento dispuso enviar todos los auxilios posibles de hombres, armas y municiones, y dinero a las provincias vecinas de Quito, para contener y castigar a los insurgentes.

El virrey Amar, al enterarse de la noticia, escribió al primer Secretario de Estado:

Tanto insulto y con dictamen de la audiencia me han decidido a variar el sistema de moderación que ya tocaría en indebido sufrimiento, suspender los mediadores para conciliación y proceder con vigor para convencer a los insurgentes que siendo mayores los recursos del gobierno queden reducidos a la razón por otras vías que las de la suavidad que tanto abusan, porque unos superiores intrusos que han usurpado el poder sólo por ambición e interés propio, no son capaces de percibir los sentimientos paternales de un soberano legítimo.

Hasta el 28 de octubre la Junta tuvo el control absoluto sobre Quito, pero tuvo que rendirse cuando llegaron las tropas enviadas desde Santafé de Bogotá por el virrey Amar y Borbón, y desde Lima, por el virrey Abascal. El conde Ruiz de Castilla fue restituido en su cargo por las tropas realistas, y ordenó, el 4 de diciembre, el arresto de los dirigentes revolucionarios y el fusilamiento de 28 de ellos el 2 de agosto de 1810. El conde Ruiz de Castilla escribió al virrey Amar:

... puedo asegurar a V. E. sin lisonja haberle debido a la naturaleza un carácter más inclinado a la piedad y conmiseración que al rigor y castigo, también puedo lisonjearme de la firmeza de mi espíritu cuando se trata de sostener los sagrados derechos del soberano, que los sabré defender en cualquier trance en esta ocasión, en cumplimiento de las obligaciones que me impone el empleo que ejerzo.

El virrey, en un informe que dirige al primer secretario de Estado, le comenta cómo los gobiernos de Cuenca y Guayaquil permanecieron fieles al gobierno español, a pesar de las maniobras de la «injusta junta, su presidente y secuaces para atraerlos a su bando».

### La conspiración de Rosillo
El 3 de noviembre de 1809, la Audiencia de Santafé ordenó el arresto del canónigo magistral don Andrés Rosillo y Meruelo, de don Antonio Nariño y del oidor de Quito, don Baltazar Miñano por una conspiración, delatada por el presbítero Pedro Salgar, llamado «el soplón». Otros colaboradores de Rosillo habían sido Sinforoso Mutis, Luis Caycedo, Joaquín Camacho e Ignacio de Herrera. El virrey denunció la conjura ante la Audiencia en los siguientes términos:

Se me ha dado noticia, derivada de personas cuyo crédito no es de despreciarse (...) que por el magistral de esta Santa Iglesia, Doctor Andrés Rosillo se tratan cosas contrarias al buen orden y subversivas del Gobierno actual (...) Que se intenta nada menos que sorprender una noche mi casa y el cuartel de la tropa (la que se lisonjean sobornar), apoderarse de las armas, caudales de cajas y demás depósitos, y erigir una junta independiente...

Según el expediente del proceso, los planes de Rosillo habían incluido sobornar incluso a los virreyes, y en entrevista con ellos le había dicho a la virreina: «el señor Fernando VII ya habrá muerto por el acero, por el veneno o por la cuerda, es preciso tomar aquí partido, vuestras excelencias están amados y queridos extremadamente; el pueblo o el reino los adora y proclamará por rey a S. E. pues contaba con cuarenta hombres, armas y artillería que suministraría un amigo». A esto la virreina había respondido que el único reino a que aspiraba era el de los Cielos, y procedió a denunciar a Rosillo ante el arzobispo de Santafé, don Domingo Duquesne. Además, el expediente dice que el virrey no había respondido nada a Rosillo «porque tal vez no lo había comprendido por su impedimento de oído».
Este hecho incrementó los recelos de los criollos contra el virrey, e incluso contra la virreina, doña Francisca Villanova, de quien decían que odiaba a los americanos llamándolos «golillas» que hostigaban a su marido. Por otra parte, los oidores, a pesar de ser peninsulares, también tenían diferencias con el virrey.
La Audiencia dispuso el envío de los presos a Cartagena, donde los encontró el comisario regio don Antonio Villavicencio, quien abogó por su inocencia. Posteriormente, Nariño entabla una demanda contra el virrey y los oidores por los perjuicios de su detención, demanda que gana cuando el tribunal falla a su favor. Por otra parte, Rosillo fue trasladado al Socorro y posteriormente a Santa Fe, donde fue preso en el convento de los Capuchinos. Se había descubierto, además, que Rosillo había hablado al pueblo proclamando que el virrey era enviado de José Bonaparte, e íntimo de Manuel Godoy, y que quería suplantar el poder del rey Fernando VII.

### La revolución del 20 de julio de 1810
El 19 de julio de 1810, varios criollos se reunieron clandestinamente para ultimar los detalles del plan que tenían para el día siguiente. Esa tarde el virrey convocó con carácter de urgencia a las autoridades de la ciudad para comunicarles los rumores que por vía reservada le habían llegado del plan criollo. Los oidores, sin embargo, consideraron esos rumores como exagerados, y el oidor Alba dijo al virrey que «la conmoción que se teme está muy lejos. Los americanos son perros sin dientes; laten, pero no muerden».
La mañana siguiente, el 20 de julio, el virrey retiró intempestivamente de su despacho al asesor del cabildo don José Joaquín Camacho, comisionado para dialogar con el virrey, tal vez con la esperanza de que este recurso de última hora pudiera aplazar la revolución, pero con breves momentos de diferencia ocurría el incidente de el florero de Llorente. El virrey, al enterarse de que el pueblo estaba amotinado, decidió no emprender acciones militares, pese a que el coronel Juan Sámano, jefe del regimiento auxiliar, le increpaba a tomar fuertes medidas para reprimir a la plebe. Esta decisión de parte del virrey es elogiada por José Acevedo y Gómez en carta dirigida a don Carlos Montúfar:

Yo observé que si el virrey no manda a la tropa que esté quieta en los cuarteles sin ofender al pueblo, el primer paso hostil del gobierno habría sido la señal para que no quedase un europeo ni ninguno de los americanos aduladores del antiguo sistema.

El abandono de sus principales consejeros, había dejado al virrey a merced de la furia del pueblo, que gritaba a las puertas del palacio virreinal. Los criollos presionaron al virrey para que declarara el Cabildo abierto, y este mandó llamar al recientemente nombrado oidor Juan Jurado para que le diera consejo. El oidor le dijo: «Conceda V. E. cuanto le pida el pueblo, si quiere salvar su vida y sus intereses». El virrey entonces concedió autorización para Cabildo extraordinario, aunque este fue celebrado como Cabildo abierto, y concedió poderes a Jurado para que presidiera en su nombre la sesión.
El capitán don Antonio Baraya aconsejó al virrey «entrando sobresaltado a palacio a prevenir a su Excelencia del riesgo que corría su persona si se valía de las armas para atajar la revolución, pues era grande el número de gente armada y mucho el grueso de la caballería que tenía aprestado los patriotas». El virrey puso entonces a disposición del pueblo y del Cabildo el parque de artillería, al mando del capitán Baraya.
Esa noche, el Cabildo nombró una comisión presidida por don Francisco Morales para que se dirigiera al palacio virreinal a pedir al virrey que concediera más facultades al oidor jurado, y que lo hiciera por escrito, pues la primera vez lo había hecho sólo de palabra. Con esta autorización se procedió a erigir la Junta Suprema del Gobierno, en nombre de la soberanía del pueblo. El virrey tuvo que ordenar al coronel Juan Sámano que jurara fidelidad a la Junta Suprema. De este modo, Amar y Borbón quedaba destituido de sus funciones como virrey. Francisco José de Caldas escribió:

Cuando se trató de nombrar presidente, Gutierrez se declaró por el ex-virrey Amar. Arengó al público y le hizo ver que este jefe, lleno de sencillez y de moderación se había hecho digno del reconocimiento por haber accedido a todas sus peticiones, y obtuvo del pueblo la Presidencia para Amar.

El 21 de julio, a las 9 de la mañana, Amar tomó posesión como presidente de la Junta Suprema de Gobierno, jurando fidelidad y obediencia a la misma. El 26 del mismo mes se desconocía la autoridad del Consejo de Regencia, aunque aún se respetaba la fidelidad al Rey. El 23 de julio en la mañana, Amar publicó en la Suprema Junta un bando de los derechos de Fernando VII, la fraternidad para con los españoles europeos, la creación de un batallón de voluntarios de guardia nacional, se tranquilizó al pueblo declarando que el arsenal era propiedad de la Junta y se condenó como reo de Estado y de la Patria a quien se atreviera a oponerse a las órdenes de la misma.
Pese a que el pueblo sabía que las armas estaban en posesión de los revolucionarios, se difundió el rumor de una contra-revolución dirigida por el ex-virrey, y de que éste estaba ofreciendo un soborno al militar que le entregara la artillería.
El 25 de julio se difundió otro rumor. Se decía que en el palacio virreinal había armas escondidas, y que el virrey derrocaría al nuevo gobierno. A pesar de que la Junta demostró que estos rumores eran falsos, el ánimo del pueblo estaba enardecido y no pudo ser calmado. Caldas narró en su Diario Político lo que ocurrió ese día:

De repente se difunde con una velocidad increíble la voz de que la Guardia de Honor que aún se conservaba al ex-virrey Amar, había cargado con balas sus fusiles; que había muchas armas ocultas en palacio; que había también cañones y que habían oído los golpes precisos para cargarlos.

El pueblo amotinado, pidió ese día la prisión de Amar y de su esposa. La Suprema Junta, incapaz de contener a la gente por la anarquía que se vivió en los primeros días que siguieron al 20 de julio, aprobó la medida, en parte para calmar los ánimos, y en parte para salvar la vida del ex-virrey y de su esposa. El cronista J. M. Caballero narró así el episodio: 

En esto salen de las casas consistoriales los vocales Tomás Tenorio, don Sinforoso Mutis, don Francisco Morales, don Andrés Rosillo, don Martín Gil, don Juan Nepomuceno Azuero; se hizo retirar a los oficiales de la Guardia y soldados y se despejó todo el frente del Palacio, y sólo quedó en él Amar y su mujer Da. Francisca Villanova y su familia. Entran los señores y le intiman la prisión y les dicen que el pueblo está armado; que la artillería está al frente, cargada con metralla y que a la menor resistencia se hará fuego. Tembló Amar y se puso en manos de la Junta. Los tres primeros vocales que se han nombrado, Tenorio, Mutis y Morales, sacaron al ex-virrey y lo pasaron por la dicha calle formada de todo el pueblo de Santa Fe, y lo llevaron a Contaduría, en donde se le puso una guardia de patriotas, de 60 hombres, de la mejor decencia de esta capital. Los segundos vocales, Rosillo, Gil y Azuero, sacaron a la Sra. Villanova y la condujeron al convento de la Enseñanza por en medio del numeroso pueblo, como se deja entender. Pero el mayor primor a mi sentir, fue que a pocas insinuaciones que hicieron don Antonio Baraya y los comandantes de caballería, de que guardaran silencio, se cumplió tan fielmente que, cuando estos señores pasaron para sus destinos parecía que en la plaza no había gente, según el silencio.

El 26 de julio se hizo constatar en acta que se detuviera en Cartagena al virrey sucesor, nombrado desde España, don Francisco Javier Venegas, para evitar exponerlo al odio general que el pueblo manifestaba a cualquier representante del gobierno español. El 13 de agosto la ex-virreina es trasladada a la cárcel de mujeres criminales, en medio de las rechiflas de las mujeres el pueblo, que le gritaban palabras procaces, e incluso la agredieron físicamente. El vicepresidente de la Junta, don José Miguel Pey, tuvo que enfrentarse al pueblo porque se temía cada vez más por la integridad física de Amar y su esposa. La Junta decide entonces que lo mejor es ordenar el traslado de los ex-virreyes a Cartagena para que se embarquen hacia España. Amar y su esposa son primero llevados al palacio de nuevo para que inmediatamente emprendan el viaje. El 15 de agosto don José Miguel Pey le comunicó al ex-virrey, poco antes de su partida:

Condescendiendo con los deseos de V. E. de emprender su viaje cuanto antes para Cartagena, y para contribuir también a la tranquilidad de este público en que V. E. misma tanto se interesa, ha resuelto la Suprema Junta que salga V. E. en la tarde de este día con la excelentísima señora su esposa acompañada de tres hombres de bien y la competente escolta que proporciona a V. E. no solo toda la comodidad posible sino la de la vida y seguridad de sus personas.

## Funcionarios de la administración en 1810

Escudo del Virreinato de Nueva Granada.

## Funcionarios de la administración en 1810[45]

### Real Palacio de Santa Fe
Virrey:
- El excelentísimo señor don Antonio Amar y Borbón, Arguedas y Vallejo de Santa Cruz, caballero profeso del Orden de Santiago, teniente general de los Reales Ejércitos, virrey, gobernador y capitán general del Nuevo Reino de Granada; presidente de la Real Audiencia de Santafé, superintendente general de la Real Hacienda y Rentas Estancadas, subdelegado de la de Correos, etc.[46]

Secretaría de Cámara del Virreinato:
- Secretario: Teniente coronel de infantería don José Ramón de Leyva.

- Oficial mayor: Bachiller don Ignacio Sánchez de Tejada.

- Oficial segundo: Don Andrés Rodríguez de Santurrio.

- Oficial tercero: Licenciado don Manuel Santacruz y Ahumada.

- Oficial cuarto, primer archivero: Don José Francisco Oyarzábal.

- Oficial cuarto, segundo archivero: Don Manuel María Farto.

- Escribiente primero: Don Antonio Julián Margallo Duquesne.

- Escribiente segundo: Don Rafael Vicente Caro.

- Escribiente tercero: Don Martín Pardo.

- Escribiente agregado: Doctor don José de Arce y León.

- Meritorio: Doctor don Juan Nepomuceno de Sanmiguel y Cacho.

- Oficial mayor jubilado: Don Francisco Javier Caro.

- Portero: Antonio Gómez.

Asesor general del Virreinato:
- Señor oidor honorario, Licenciado don Anselmo de Bierna y Mazo.

Diputado del Virreinato ante la Junta Central Gubernativa de España y las Indias:
- Mariscal de campo de los Reales Ejércitos don Antonio de Narváez y La Torre.

Escribanía Mayor de Gobierno y Guerra:
- Oficial mayor: Don Vicente de Rojas.

### Real Audiencia de Santafé
- Presidente: El excelentísimo señor virrey, don Antonio Amar y Borbón.

- Regente: Señor Francisco Manuel de Herrera.

- Oidor decano: Señor don Juan Hernández de Alba.

- Oidores: Señor don Francisco Cortázar y Lavayen, señor don Joaquín Carrión y Moreno, y señor don Juan Jurado de Lainez.

- Fiscal de lo civil: Señor don Diego García de Frías.

- Fiscal del crimen y protector de indios: Señor don Manuel Martínez Mancilla.

- Alguacil mayor: Señor don Juan José Gil Martínez Malo.

- Capellán: Doctor don José Manuel Castillo.

- Relatores: Doctores don Antonio González Manrique y don Joaquín Rivera y Tenorio.

- Relator sustituto: Doctor don Joaquín Hoyos.

- Agente fiscal de lo civil: Doctor don Francisco Javier de Vergara Azcárate y Caicedo.

- Agente fiscal de lo criminal: Doctor don Frutos Joaquín Gutiérrez de Caviedes.

- Escribanos de cámara: Doctores don Francisco José de Aguilar y Contreras y don Crisanto Valenzuela.

- Canciller: Doctor don Juan Antonio Guzmán.

- Tasador general: Don Carlos Manuel de Ledesma.

- Padre general de menores: Doctor don Bernardo Landete.

- Portero de lo civil: Don Miguel Cifuentes.

- Portero de lo criminal: Don Joaquín Montoya.